# Esenitsa
Esenitsa (bulgariska: Есеница) är ett distrikt i Bulgarien.   Det ligger i kommunen Obsjtina Văltjidol och regionen Oblast Varna, i den östra delen av landet, 300 km öster om huvudstaden Sofia.
Trakten runt Esenitsa består till största delen av jordbruksmark. Runt Esenitsa är det ganska glesbefolkat, med 25 invånare per kvadratkilometer.